# Anadan
Anadan (arab. عندان) – miasto w Syrii, w muhafazie Aleppo. W 2004 roku liczyło 11 918 mieszkańców.